# Pascual Jordan
Ernst Pascual Jordan (18. října 1902 – 31. července 1980) byl německý fyzik. Zabýval se především matematickou a teoretickou fyzikou, významně přispěl ke kvantové mechanice a kvantové teorie pole. Podílel se na matematické formulaci maticové mechaniky a vyvinul kanonické antikomutační vztahy pro fermiony. Jordanova algebra je stále používána při studiu matematických a koncepčních základů kvantové teorie, ale byly nalezeny i její další matematické aplikace.

## Rodina
Předek Pacuala Jordana byl španělský šlechtic jménem Pascual Jorda, důsojník kavalerie, který sloužil s Brity v průběhu napoleonských válek a po nich. Nakonec se usadil v Hannoveru, který byl v té době majetkem britské královské rodiny. Jméno rodiny bylo posléze změněno na Jordan a rodinná tradice určuje, že v každé generaci se prvorozený syn jmenuje Pascual.

## Vzdělání
Jordan se v roce 1921 zapsal na Hannoverskou technickou univerzitu, kde studoval matematiku, fyziku a zoologii. Ještě před ziskem diplomu se ale v roce 1923 přesunul na univerzitu v Göttingenu, která byla na počátku 20. století proslulá svou úrovní výuky přírodních věd a matematiky. Zde se stal Jorduan asistentem matematika Richarda Couranta a posléze fyzika Maxe Borna.

## Vědecká práce
Jordan byl společně s Maxem Bornem a Wernerem Heisenbergem spoluautorem série významných článků o kvantové mechanice. Byl průkopníkem rané verze kvantové teorie pole a před druhou světovou válkou se jeho zájem zaměřil na kosmologii.
Jordan vymyslel typ neasociativní algebry nyní pojmenované Jordanova algebra ve snaze vytvořit algebru pro kvantovou mechaniku a kvantovou teorii pole. Dnes se pro tento účel používá i von Neumannova algebra. Jordanova algebra od té doby našla uplatnění v projektivní geometrii, teorii čísel, komplexní analýze, optimalizaci a některých dalších oblastech matematiky. Rovněž je i nadále používána pro studium matematických a koncepčních základů kvantové teorie.
V roce 1966 publikoval Jordan práci Die Expansion der Erde. Folgerungen aus der Diracschen Gravitationshypothese, ve které rozvinul hypotézu, že podle Diracovy teorie o slábnutí gravitace v historii vesmíru, mohla Země nabýt své současné velikosti z koule, která měla na počátku jen asi 7000 kilometrů v průměru. Tato teorie mohla vysvětlit proč je tvárná spodní část zemské kůry poměrně rovnoměrná, zatímco horní křehká vrstva se rozlámala na kontinentální desky. Nicméně tato teorie expandující Země nebyla většinou geologů a geofyziků brána příliš vážně.

## Politické aktivity
V roce 1933 Jordan vstoupil do NSDAP, podobně jako Johannes Stark nebo Philipp Lenard, a rovněž do SA, současně však bránil Einsteina a další židovské vědce. 
V roce 1939 narukoval do Luftwaffe a krátce pracoval jako analytik počasí pro raketové centrum v Peenemünde. Během války se pokoušel zaujmout nacistické politiky projekty různých pokročilých a vyspělých zbraní. Jeho návrhy byly ale ignorovány, jelikož byl pravděpodobně kvůli spojení s židovskými fyziky (Born, Pauli) a židovskou fyzikou, považován za politicky nespolehlivého.
Někdy se uvádí, že nebýt jeho členství v NSDAP, získal by s Maxem Bornem Nobelovu cenu v roce 1954.
Po válce byl zásluhou Wolfganga Pauliho rehabilitován, díky čemuž znovu získal akademické postavení a roku 1953 se stal profesorem. Nicméně jeho zájem o politiku neskončil. Kandidoval ve volbách za konzervativní Křesťanskodemokratickou unii a v roce 1957 podporoval vyzbrojení německé armády taktickými jadernými zbraněmi, zatímco jeho kolegové proti tomuto plánu protestovali. Tyto a další otázky nadále zvyšovaly napětí mezi ním a jeho kolegy.